# Parasitsopp
Parasitsopp, Pseudoboletus parasiticus, är en sopp i familjen Boletaceae.

## Förekomst
Parasitsoppen har en vid utbredning i Europa men är sällsynt. I Sverige finns den sällsynt i de södra delarna, främst i Skåne och längs västkusten, med spridda fynd upp till Stockholmstrakten. I övriga Norden förekommer den sällsynt i Danmark och i Norge är den funnen på några lokaler längs kusten från Oslo till Bergen. Den förefaller att leva som parasit på rottryfflar, särskilt gul rottryffel, Scleroderma citrinum.  Om det verkligen är fråga om parasitism och hur den i så fall går till är inte helt klarlagt.

## Kännetecken
Hatt upp till 5 cm i diameter. Hatthud gulockra till brun, sammetsluden och ibland uppsprucken. Porer gula, ej blånande vid beröring. Fot skrovlig eller fjällig och av samma färg som hatten eller mer rosttonad. Kött gult, ofta brunaktigt i fotbasen och under hatthuden, oföränderligt i snittytor. Lukt och smak milda. Lätt igenkänd eftersom det är den enda europeiska sopp vars fruktkroppar är direkt förbundna med rottryfflar.

## Taxonomi
Parasitsoppen beskrevs av Pierre Bulliard som Boletus parasiticus 1790. Den fördes över till Xerocomus av Lucien Quélet 1888 och vidare till Pseudoboletus av Josef Šutara 1991.
Artnamnet betyder "parasitisk" och syftar på levnadssättet.

## Bildgalleri

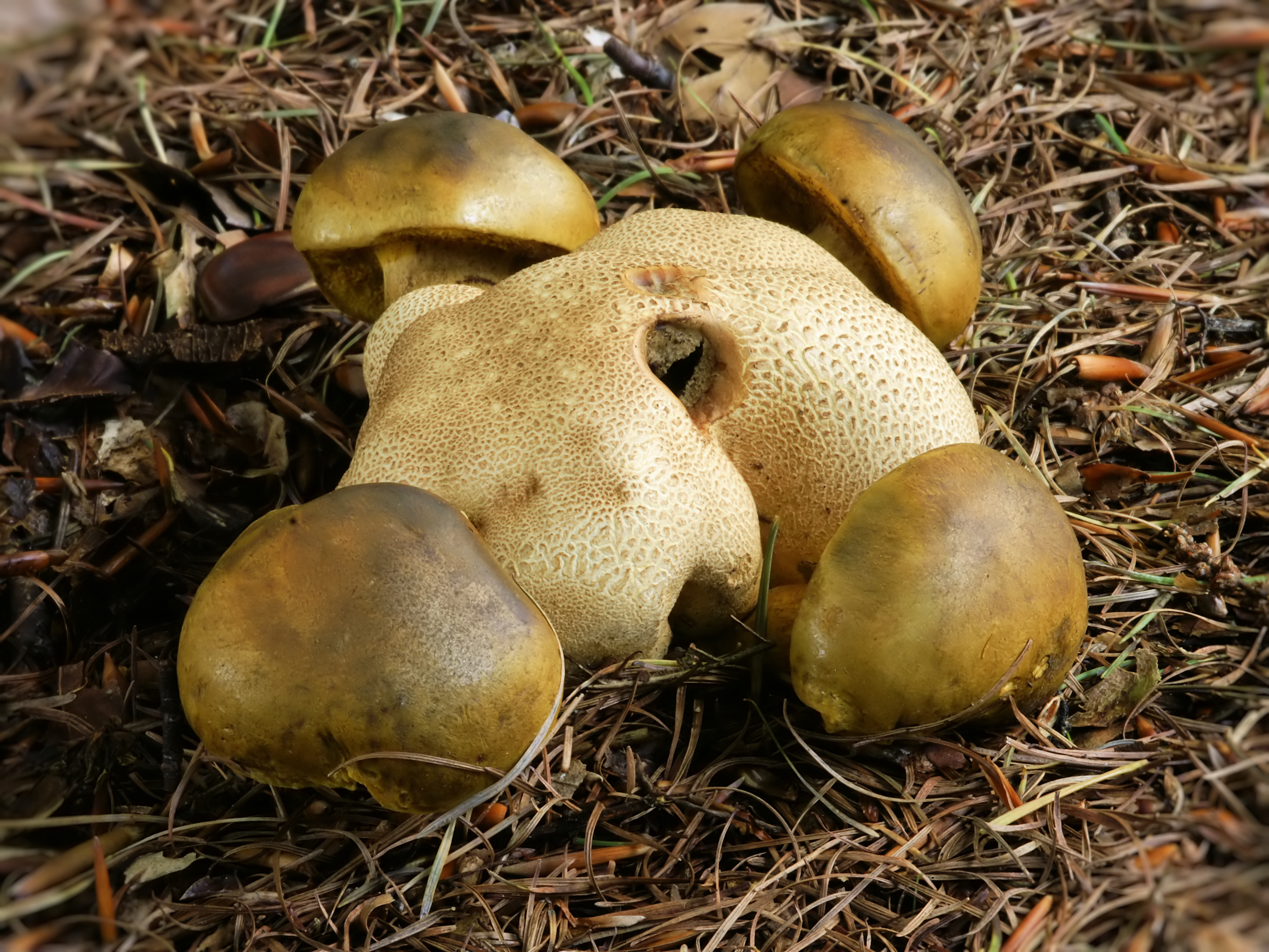
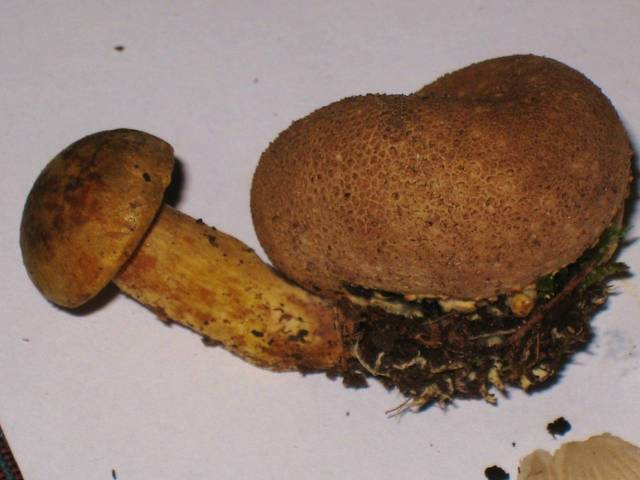
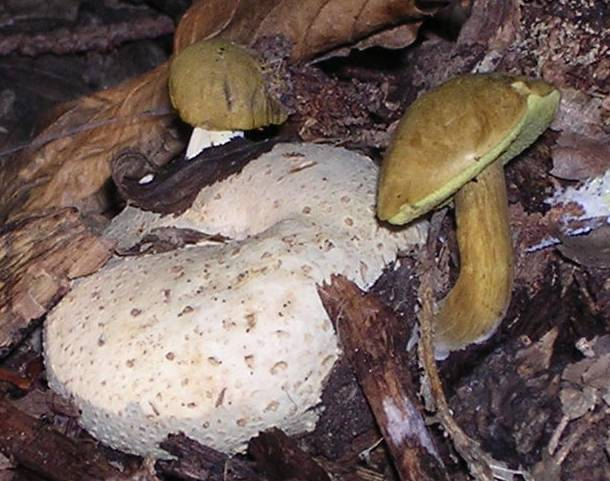
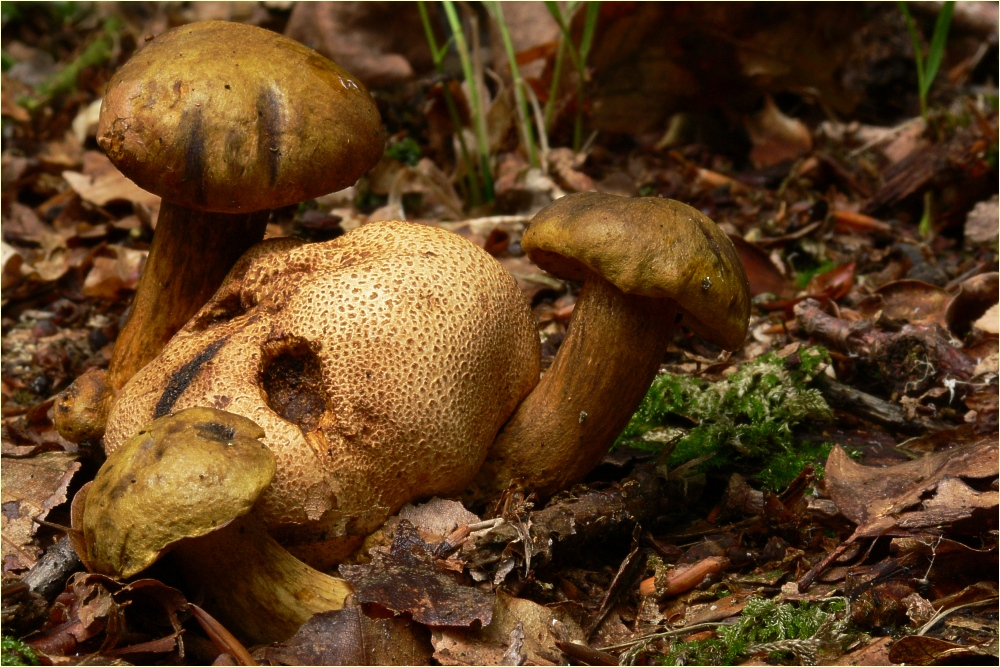